# Nundinium
Nundinium o nundinum fue en la Antigua Roma un ciclo particular de días. Durante el Imperio romano, cuando se estabilizó un sistema de varios pares de cónsules sufectos al año, pasó a significar la duración de un solo consulado entre varios en un año de calendario.